# نذير بلحاج
نذير بلحاج (بالفرنسية: Nadir Belhadj) لاعب كرة قدم جزائري، ولد في 18 جوان/حزيران/ يونيو 1982 في سان كلود (جورا) بفرنسا.
والداه جزائريان من مدينة وهران (الجزائر).
انضم هذا الموسم إلى نادي السد القطري قادما من نادي بورتسموث الإنجليزي. كما يعتبر من أبرز لاعبي المنتخب الوطني الجزائري و لعب معهم حتى عام 2016 و لعب لاحقاً في نادي السيلية .

## المسيرة الرياضية
ولد ندير بلحاج بسان كلود في فرنسا من أبوين جزائريين من مدينة وهران.

### الأندية
بدأ نذير بلحاج مسيرته الكروية في سنة 1999 مع الفريق الثاني (فريق الشباب) لنادي لنس الفرنسي الذي كان يلعب حينها في دوري الدرجة الأولى الفرنسي، لكن اللاعب فشل في اللعب للفريق الأول فأنتقل إلى نادي غويونيون الفرنسي موسم 2002-2003- الذي كان يلعب في دوري الدرجة الثانية الفرنسي - على سبيل الإعارة، وبعد 26 مباراة مع النادي الجديد انضم اللاعب رسميا إلى الفريق بعد توقيع عقد أنتقال من نادي لنس إلى نادي غويونيون.
بعد سنتين من اللعب لصالح نادي غويونيون انضم اللاعب إلى نادي سيدان الفرنسي سنة 2004، حيث تمكن النادي بعد موسمين من التأهل إلى دوري الدرجة الأولى الفرنسي سنة 2006.
- في 01 يناير 2007 وقع اللاعب عقد أنتقال إلى نادي أولمبيك ليون الفرنسي بطل الدوري بقيمة 3.24 مليون يورو € لمدة أربعة سنوات ونصف، لكن اللاعب بقي في نادي سيدان إلى نهاية موسم 2006-2007 على سبيل الإعارة من نادي أولمبيك ليون.
- في 01 جويلية 2007 إنضم إلى نادي أولمبيك ليون، لكنه لعب 9 مباريات فقط في الدوري الفرنسي بسبب تفضيل مدرب الفريق آنذاك آلان بيران للاعب الظهير الأيسر الإيطالي فابيو جروسو، فجعل هذا من بلحاج لاعبا احتياطيا، فقرر مغادرة الفريق.
- في 26 يناير 2007 انتقل بلحاج إلى نادي لنس الفرنسي بموجب عقد انتقال قيمته 3.6 مليون يورو € لمدة ثلاث سنوات ونصف، لكن الفريق سقط إلى دوري الدرجة الثانية الفرنسية مع نهاية موسم 2007-2008، فقرر بلحاج ترك الفريق تفاديا للعب في دوري الدرجة الثانية الفرنسي.
- في 01 سبتمبر 2008 انتقل بلحاج إلى نادي بورتسموث الإنجليزي على سبيل الإعارة ولمدة عام قابلة للتمديد. وهو النادي الحالي لـنذير بلحاج وأتم النادي شرائه من لنس ب 4.5 مليون يورو €.
- في عام 2010 انتقل نذير بلحاج إلى نادي السد القطري بقيمة تقدر ب5 مليون يورو.

### المنتخب الجزائري
شارك بلحاج مع منتخب الجزائر لكرة القدم لأول مرة في 28 أبريل 2004 ضمن التشكيلة التي خاضت المباراة ضد المنتخب الصيني. كما شارك بعدها في عدة مناسبات، الرسمية منها والودية أبرزها كأس أمم أفريقيا لسنة 2004، لعب حتى الآن 55 مباراة مع المنتخب وسجل فيها 4 أهداف. يعتبر نذير بلحاج  من أبرز اللاعبين في منتخب الجزائر لكرة القدم.
تألق بلحاج في فريقه بورتسموت الأنجليزي سجل عدة اهداف أهمها ضد ليفربول ذهابا وأيابا نشط بلحاج نهائي كأس رابطة إنجلترا مع فريقه بورتسموت ضد فريق تشيلسي حيث خسر بورتسموت 1-0 في مباراة متكافئة... يعتبر بلحاج من احسن لاعبي فريق بورتسموت الأنجليزي إلى جانب مواطنه حسان يبدة.. شارك بلحاج في مونديال 2010 بجنوب أفريقيا مع منتخبه الجزائري حيث اختير بلحاج احسن ضهير ايسر في الدور الأول من المونديال متفوق على أسماء كبيرة أهمها-اشلي كول الأنجليزي.. تلقى بلحاج عدة عروض من أوروبا أهمها من نادي لازيو روما الأيطالي وعرض مبدئي من نادي روما العاصمة وانتر ميلان الأيطالي وعروض من الخليج من البطولة القطرية..من فريق السد القطري وقد انتقل بلحاج أخيرا لصالح السد القطري موقعا عقد مدته سنة واحدة.

## الإحصائيات والتفاصيل
آخر تحديث في 31 أوت 2010
| الموسم      | النادي                     | البلد         | البطولة المباريات (الأهداف) | الكؤوس المباريات (الأهداف) | قاريا المباريات (الأهداف) | المنتخب الجزائري |
| 2002 - 2003 | نادي غويونيون              | فرنسا         | 28 (1) (د2)                 | 1 (0)                      | -                         | -                |
| 2003 - 2004 | نادي غويونيون              | فرنسا         | 36 (1) (د2)                 | 6 (0)                      | -                         | 5 (0)            |
| 2004 - 2005 | نادي سيدان                 | فرنسا         | 31 (1) (د2)                 | 5 (0)                      | -                         | 8 (0)            |
| 2005 - 2006 | نادي سيدان                 | فرنسا         | 34 (2) (د2)                 | 3 (1)                      | -                         | 1 (0)            |
| 2006 - 2007 | نادي سيدان                 | فرنسا         | 37 (2)                      | 5 (0)                      | -                         | 7 (2)            |
| 2007 - 2008 | نادي لنس نادي أولمبيك ليون | فرنسا · فرنسا | 9 (0) 19 (0)                | 1 (0) 2 (0)                | 3 (0) (ك.ر.أ.أ) -         | 3 (1)            |
| 2008 - 2009 | نادي بورتسموث              | إنجلترا       | 29 (2)                      | 4 (0)                      | 6 (0) (ك.إ.أ)             | 7 (0)            |
| 2009 - 2010 | نادي بورتسموث              | إنجلترا       | 19 (3)                      | 6 (1)                      | -                         | 11 (1)           |
| 2010 - 2011 | نادي السد                  | قطر           | 5 (0)                       | -                          | -                         | -                |

## إنجازاته
- نهائي كأس فرنسا: 2005.
- فوز بكأس السلام : 2007.
- فوز بكأس الأبطال الفرنسي :2007.
- بطل فرنسا :2008.
- نهائي كأس الدوري الفرنسي :2008.
- نهائي كأس الاتحاد الإنجليزي لكرة القدم :2010.
- فوز ب دوري ابطال آسيا مع نادي السد القطري سنه 2011

### فرديا
- جائزة أفضل لاعب في الدوري الفرنسي الدرجة الثانية :2005، 2006.
- جائزة الكرة الذهبية من مسيلة دي زاد 2008.
- أفضل لاعب جناح أيسر في كأس الأمم الأفريقية 2010.
- أفضل منفدي كرات حرة في العالم وأفريقيا.
- اختياره في التشكيلة الرسمية للدور الأول لكأس العالم 2010.

## روابط خارجية
- نذير بلحاج على موقع الاتحاد الدولي (مؤرشف)  (الإنجليزية)
- نذير بلحاج على موقع رابطة كرة القدم الفرنسية للمحترفين (الإنجليزية)
- نذير بلحاج على موقع قاعدة بيانات كرة القدم.إي يو (الإنجليزية)
- نذير بلحاج على موقع بيانات كرة القدم. دي إي (الألمانية)
- نذير بلحاج على موقع ليكيب (الفرنسية)
- نذير بلحاج على موقع ناشيونال فوتبول تيمز (الإنجليزية)
- نذير بلحاج على موقع Soccerbase.com (لاعب) (الإنجليزية)
- نذير بلحاج على موقع Soccerway.com (الإنجليزية)
- نذير بلحاج على موقع عالم كرة القدم.نت (الإنجليزية)
- نذير بلحاج على موقع AS.com (الإسبانية)
- موقع DZFOOT